# Unterranna

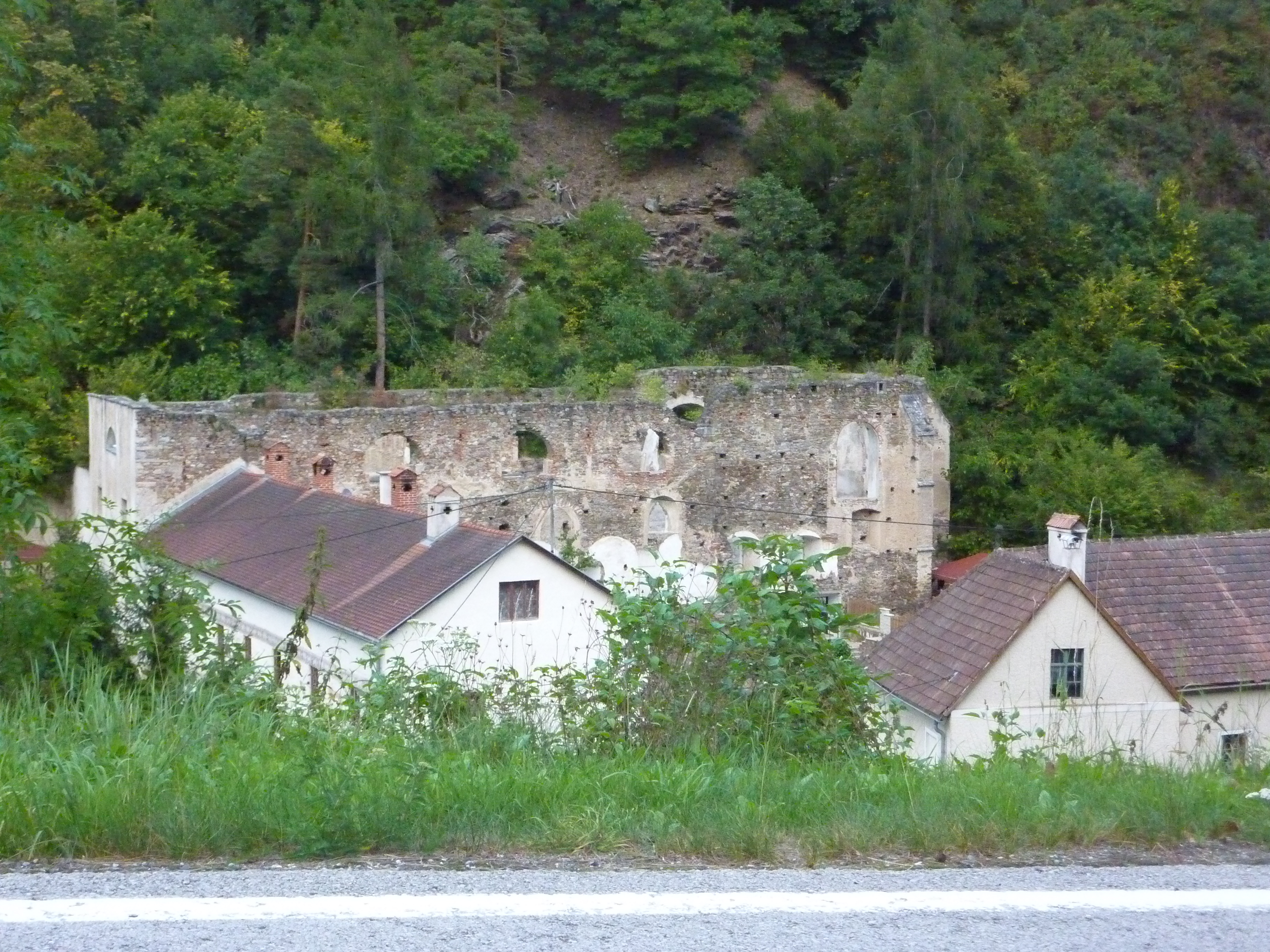
Kirchenruine und ehem. Paulinerkloster Unterranna

Unterranna ist ein Ortsteil der Marktgemeinde Mühldorf in Niederösterreich.
Die Rotte liegt in der Ortschaft Oberranna unterhalb der Burg Oberranna im Tal des Ötzbaches, wo sich auch das Paulinerkloster Unterranna befindet. In Unterranna beginnt der Kreuzweg auf den barocken Kalvarienberg vom Mühldorf, der  mit einer elliptischen Kreuzigungskapelle am höchsten Punkt und einer Grablegungskapelle am Abstieg versehen ist.

## Geschichte
Laut Adressbuch von Österreich war im Jahr 1938 in Unterranna ein Gastwirt ansässig.